# 中澤酒造
中澤酒造株式会社（なかざわしゅぞう）は、神奈川県足柄上郡松田町にある酒造メーカー。日本酒を中心に製造販売する。主要銘柄名は「松美酉（まつみどり）」。
1825年（文政8年）創業。中沢酒造で表記されている場合もある。

## 概要
- 神奈川県の日本酒。吟醸酒、純米酒、本醸造酒などがある。原料米は足柄産若水、美山錦、五百万石など。仕込み水は丹沢山系の伏流水。所在地は足柄上郡松田町松田惣領[1]。

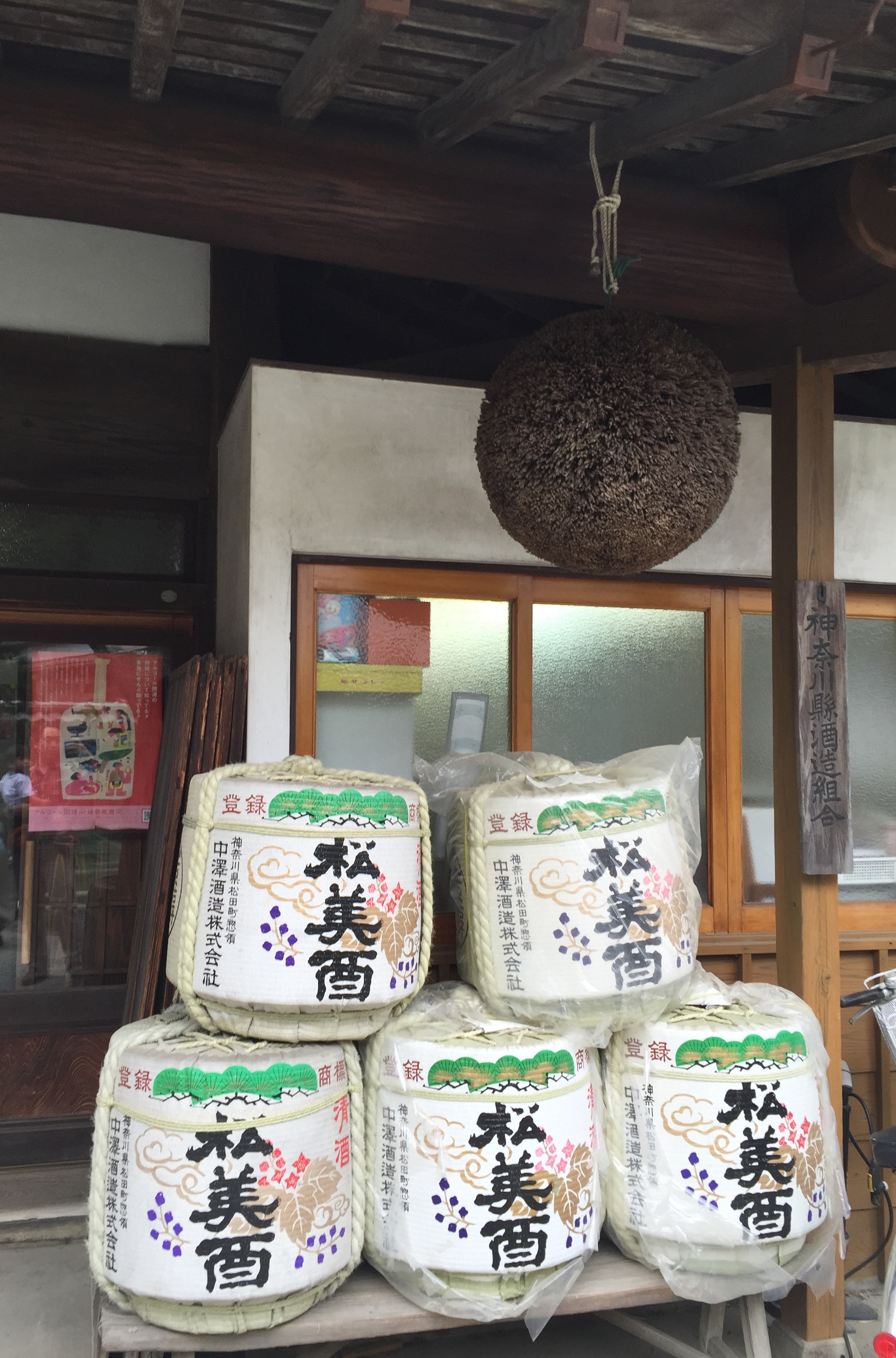
展示蔵
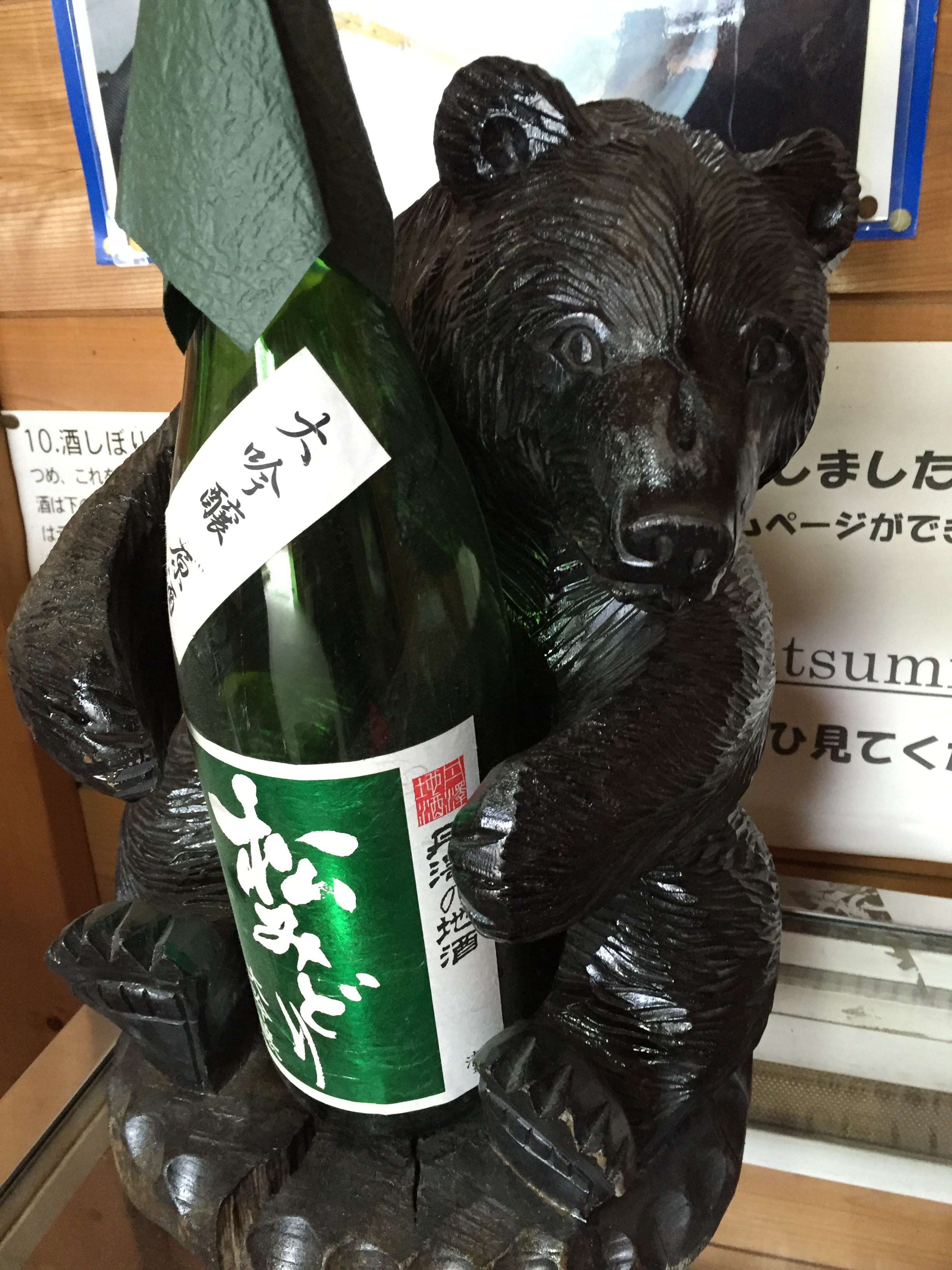
松みどり
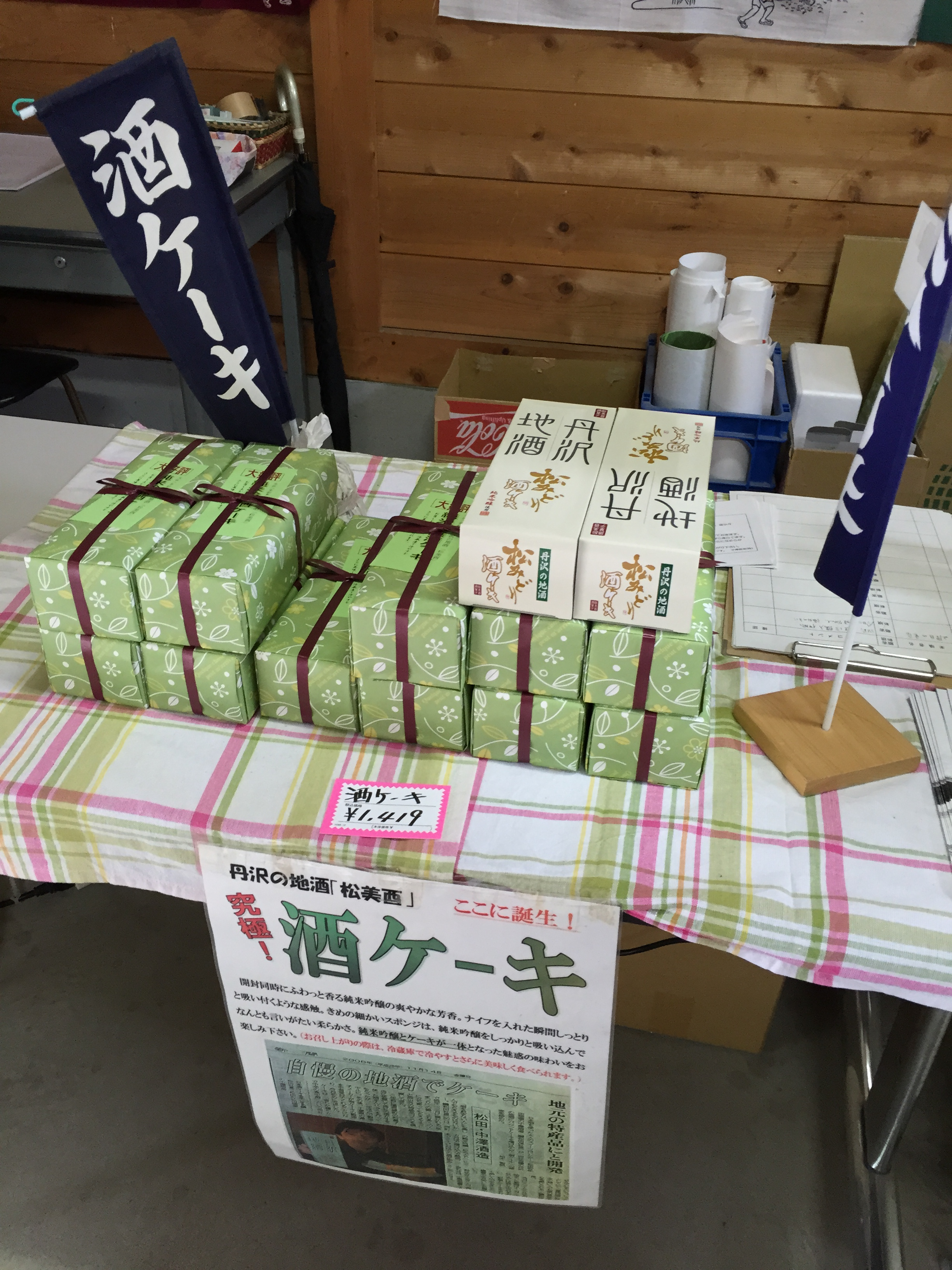
酒ケーキ

## 銘柄名の由来
足柄米を使い、おいしい酒づくりに精を出す一方で、松田周辺の庄屋も兼ねる名家であった。
また、当時は、小田原藩の御用商人として大久保家に出入りし、その縁で自慢のお酒を献上したところ、お殿様から立派な酒名を賜った。それが“松美酉（松みどり）”である。ちなみに、この名は松並木が美しかった松田周辺の景観に由来している。

## 沿革
- 1825年（文政8年）に創業。

## 商品

### 日本酒
- 季節限定・松みどり（ひやおろし、しぼりたて、にごり酒、澤のしずくなど）
- 大吟醸・吟醸（華（はなやか）、松美酉ぎんから）
- 純米大吟醸・純米吟醸・純米酒（松美酉・吟の舞ソフト、琴姫）
- 本醸造・普通酒
- 亮（11代目蔵元鍵和田亮 開発）[3]
- 箱根シリーズ（四季の箱根）[4]
- 純米吟醸 S.tokyo

### 酒スイーツ
- 酒ケーキ

## 見学
酒蔵見学は要予約（11月～4月の仕込の時期の見学は休止）。
隣接している展示蔵では、試飲や販売を行っている(年中無休：10/00～16:00）。

## アクセス
- 小田急小田原線 新松田駅またはJR御殿場線 松田駅からそれぞれ徒歩3分
- 東名高速道路 大井松田ICから西へ約2km
- 駐車場あり